# Boncuklu Tarla
Boncuklu Tarla es un yacimiento arqueológico situado en Anatolia Suroriental (Turquía). Se trata de los restos de un asentamiento ocupado desde el Epipaleolítico final hasta el Neolítico precerámico B. Fue descubierto en 2008 durante un estudio arqueológico previo a la construcción de la presa de Ilısu y ha sido excavado por un equipo del Museo de Mardin desde 2012. En 2019 se informó del descubrimiento de un gran edificio comunal con pilares de piedra en Boncuklu Tarla, lo que ocasionó comparaciones con Göbekli Tepe. Es un ejemplo muy antiguo de arquitectura de planta rectangular. Los excavadores también afirmaron haber encontrado una red de saneamiento, que de confirmarse sería la más antigua conocida en el mundo.

## Descubrimiento
Boncuklu Tarla fue descubierto en la provincia de Mardin en 2008. El descubrimiento se produjo durante una excavación de prospección cerca de la presa de Ilisu. El yacimiento fue sometido a su primera excavación en 2012 bajo los auspicios del Museo de Mardin y luego fue seguido por una segunda excavación por el Dr. Ergül Kodaş de la Universidad de Mardin Artuklu en 2017. El templo encontrado en Boncuklu Tarla es del mismo periodo que Göbekli Tepe. Ibrahim Ozcosar, un rector de la universidad turca ha hecho declaraciones afirmando que Boncuklu Tarla es más antiguo que Göbeklitepe. (Gunes, 2019).

## Excavación
La excavación de Boncuklu Tarla de 2012 tuvo un alcance de «estudios para la documentación y el rescate de los bienes culturales que quedan en la zona de interacción de la presa de Ilısu y el proyecto HES» alrededor del barrio rural de Ilisu. Más de 15 restauradores y arqueólogos han asistido a la excavación de la zona con la ayuda de 50 trabajadores. Las excavaciones continuaron en 2017 iniciando la excavación en el sector oriental de Boncuklu Tarla. En 2019 esta excavación reveló que esta sección del yacimiento estuvo ocupada por tres fases diferentes durante el décimo milenio a. C. La excavación descubrió cuatro tipos de estructuras de edificios, una red de saneamiento y más de dos docenas de artefactos. Entre los artefactos encontrados había miles de cuentas para adornos, cuchillas de obsidiana o sílex y herramientas utilizadas para cortar piedra. Entre las herramientas descubiertas también había cuchillas, barrenas, puntas de flecha y microlitos.

## Geografía y entorno
Boncuklu Tarla se encuentra en el este de Turquía, en la provincia de Mardin. El yacimiento se encuentra a unos 125 km al este de la ciudad de Mardin, dentro del distrito de Dargecit. Boncuklu Tarla se encuentra a 37,529444°N 41,832361°E y a 1,5 km del Tigris. Debido a la proximidad del yacimiento al río, es muy probable que Boncuklu Tarla sufriera muchas fases de inundación, como muchas comunidades ribereñas. Esto apoya que hubo fases en la construcción del lugar, lo que fue reconocido por los arqueólogos del yacimiento. Algunas partes de Boncuklu Tarla se construyeron sobre el lecho de roca del lugar.

## Cronología
Se sabe que en esta zona se establecieron muchas civilizaciones, como la sumeria, la acadia, la babilónica, la hitita, la urartia, la romana, la abasí, la selyúcida y la otomana. Se realizaron análisis in situ, así como estudios de C14 y de laboratorio, para determinar que en Boncuklu Tarla hubo al menos seis niveles de ocupación. Estos seis niveles incluyen el Neolítico precerámico B fina, el Neolítico precerámico  B, el Neolítico precerámico B antiguo B, la transición del Neolítico precerámico B al Neolítico precerámico A y el Epipaleolítico final.

## Arquitectura
Boncuklu Tarla tenía cuatro formas de espacios dentro del pueblo. El primero era el edificio comunal, seguido de las viviendas domésticas, los espacios de almacenamiento y los espacios comunales no construidos. El edificio comunal, a veces denominado templo, estaba situado en el centro entre casas de forma y tamaño diferentes.  Estas viviendas tenían forma circular o subrectangular, mientras que el edificio comunal era la única estructura que era rectangular. Esta construcción surgió durante el décimo milenio a. C., cuando se revelaron por primera vez los edificios rectangulares. La planta rectangular tardó en ser adoptada sistemáticamente durante esta época. Por lo tanto, la adopción de esta forma de estructura puede haber comenzado con la construcción de la Boncuklu Tarla comunal. El jefe del equipo de excavación ha afirmado que pudo haber edificios de hasta ocho pisos, alcanzando una altura de siete metros. El edificio comunal de Boncuklu Tarla tiene cinco contrafuertes arquitectónicamente insignificantes en los muros oriental y occidental. El muro oriental tiene dos contrafuertes bien conservados, mientras que el occidental tiene tres que están dañados. Los contrafuertes occidentales y orientales no están perfectamente alineados ni se sitúan en línea con los cuatro pilares situados en el centro del edificio. Estos tipos de contrafuertes están bien establecidos en Çayönü, Göbekli Tepe y Karahan Tepe. Sin embargo, los contrafuertes de Boncuklu Tarla difieren en que no se alinean con los pilares simétricos de los edificios comunales. A diferencia de Çayönü, el propósito de los contrafuertes de Boncuklu Tarla no era estructural, sino que solo proporcionaba una diferenciación espacial al interior. Todos los contrafuertes miden aproximadamente 50 cm de longitud y 30 cm de profundidad. El muro norte, en la esquina noreste, también contiene un nicho de 40 x 40 cm.
Alrededor del edificio comunal se descubrieron otros tres edificios subrectangulares. Se denominaron estratos II, III y VII y todos ellos medían entre 8 y 10 metros de longitud y 4-5 metros de anchura. El estrato II tiene paredes totalmente independientes, mientras que los estratos II y VII comparten paredes comunes con el edificio comunal al oeste y al este, respectivamente. La excavación ha descubierto que las tres estructuras también tienen contrafuertes en la parte delantera de sus entradas, cerca del ángulo del de la pared. La tierra batida y alisada constituye el suelo de los tres edificios.
Se han encontrado dos edificios circulares. Estas estructuras también comparten las características de suelo batido y contrafuerte que tienen los edificios subrectangulares, sin embargo, algunas partes también contienen suelos de guijarros. Ambas estructuras circulares tienen extensiones en sus entradas, una rectangular y la otra circular. El edificio situado al norte se denomina estrato IV y el otro, situado al oeste, se denomina estrato VI.